# إدنا برادي كورنويل
إدنا برادي كورنويل (بالإنجليزية: Edna Brady Cornwell)‏ هي ناشرة أمريكية، ولدت في 26 مايو 1868 في رومني في الولايات المتحدة، وتوفي بنفس المكان في 1 ديسمبر 1958.